# Ina Rothschild
Ina Rothschild, geborene Wilhelmine Herzfeld (geboren am 13. Mai 1902 in Höchst im Odenwald; gestorben am 21. September 1985 in Philadelphia) war die letzte Hausmutter des israelitischen Waisenheims in Eßlingen am Neckar und überlebte die Haft im Ghetto Theresienstadt.

## Leben
Ina Rothschild wurde als Wilhelmine Herzfeld geboren. Sie war die jüngste der vier Töchter des Kaufmannes Maier Herzfeld aus Höchst im Odenwald und seiner Ehefrau Berta. Nachdem sie den Beruf einer Erzieherin gelernt hatte, absolvierte sie zusätzlich noch eine Ausbildung zur Krankenschwester. Ab 1923 arbeitete sie als Erzieherin und ab 1929 als Hauswirtschafterin im israelitischen Waisenheim Wilhelmspflege in Eßlingen am Neckar.

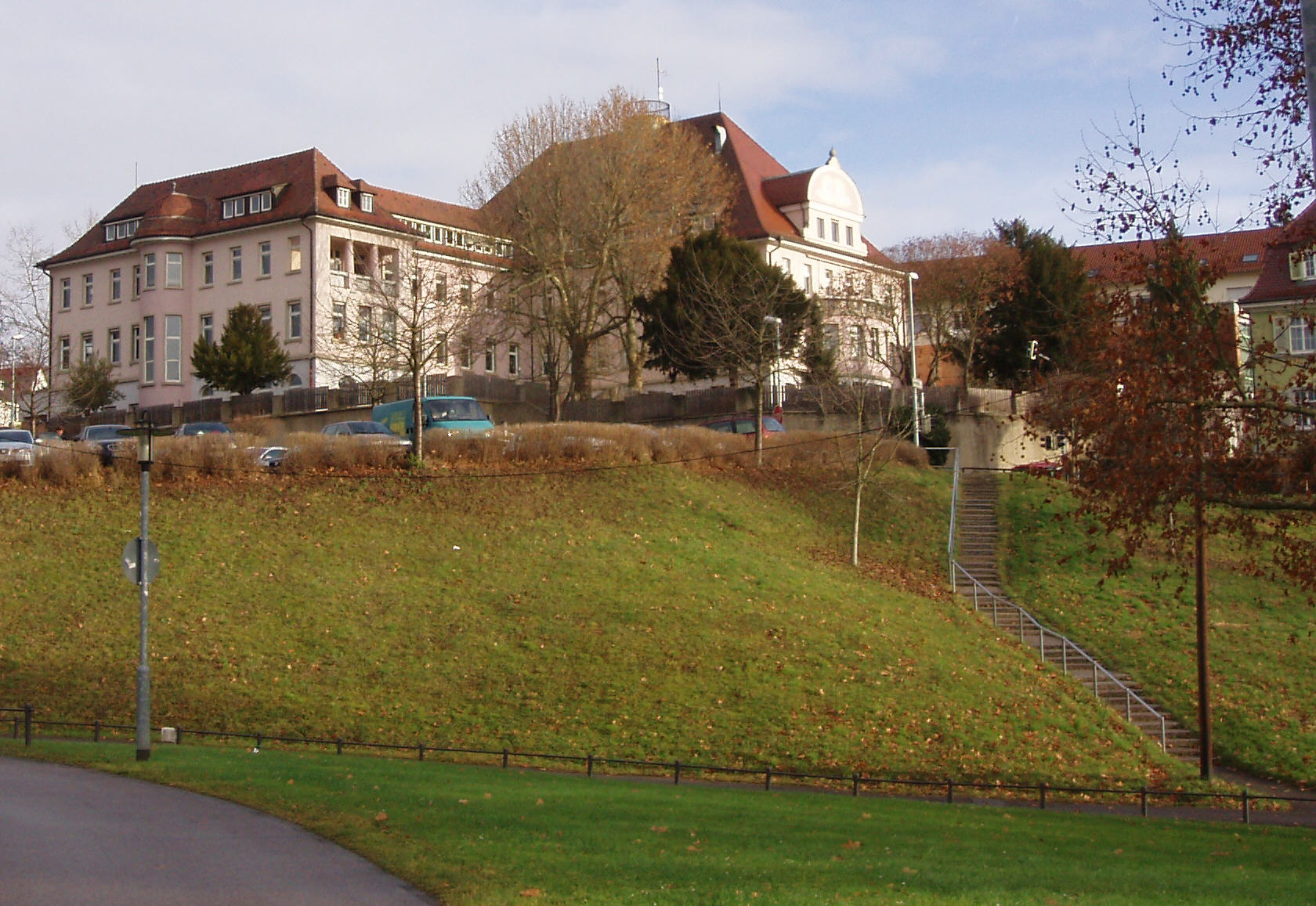
Das 1913 bezogene ehemalige israelitische Waisenheim

Die Arbeit in dieser Zeit war von den wirtschaftlichen Schwierigkeiten und Umbrüchen geprägt, die auch an den Kindern, die in die Einrichtung kamen, nicht spurlos vorübergegangen waren. Ina Rothschild schrieb später über ihre Zöglinge: „Die früheren, von der Religion und der Familie ausgehenden Bindungen lösten sich vielfach auf; Halt- und Hemmungslosigkeit hatten auch in den jüdischen Ehen und Familien Wunden geschlagen; wirtschaftliche Not hatte auch hier sittliche Entartung erzeugt, und in vielen Fällen waren die Kinder die unschuldigen Opfer dieser Entwicklung geworden. […] So zogen denn Kinder […] in unser Haus ein […], die in der Entwicklung des Geistes oder des Gemütes zurückgeblieben waren, Kinder, denen sich der Druck auf die unfertige Seele legte und die dem Leben hilflos gegenüberstanden.
Dementsprechend musste auch die Einstellung zu den Zöglingen eine grundsätzlich andere werden. […] Nicht auf die Schwierigkeiten, die das Kind verursacht, ist zu achten, sondern auf diejenigen, die es hat.“
Am 4. Januar 1938 heiratete Ina Herzfeld den wesentlich älteren Heimleiter Theodor Rothschild. Es war dessen dritte Eheschließung. Wenige Monate später, am 10. November 1938, kam es im Rahmen der Reichspogromnacht zu einer antijüdischen Kundgebung auf dem Esslinger Marktplatz. Um die Mittagszeit überfielen aufgehetzte  Bürger das Waisenhaus, trieben Frauen und Kinder aus dem Gebäude, misshandelten den Heimleiter Rothschild und die beiden Lehrer Samuel und Jonas, stahlen oder zerstörten einen Teil des Mobiliars und verbrannten Thorarollen und Bücher. Am Spätnachmittag erfolgte die Auflage, das Haus zu räumen, doch im Frühjahr 1939 wurde die Wilhelmspflege noch einmal wiedereröffnet. Am 26. August 1939 wurde das Haus aufgrund des Mobilmachungsbefehls beschlagnahmt; es sollte zum Seuchenlazarett umfunktioniert werden. Die Kinder, die noch im Heim gewohnt hatten, wurden auf verschiedene Familien, hauptsächlich in Stuttgart, verteilt. Ina und Theodor Rothschild lebten zunächst bei Bekannten in Eßlingen, im Oktober 1939 zogen sie zu Julie Guggenheim in die Schelztorstraße 17. Theodor Rothschild leitete nun in Stuttgart die jüdische Schule und engagierte sich im Gemeindeleben, Ina Rothschild arbeitete ebenfalls in der Schule. Da im Juli 1939 das Haus verkauft worden war, in dem das Ehepaar lebte, mussten Ina und Theodor Rothschild im März 1941 umziehen. Von März bis Oktober 1941 wohnten sie in der Stuttgarter Bismarckstraße 92 II, danach mussten sie in ein sogenanntes „Judenhaus“ mit der Adresse Blumenstraße 2/1 umziehen, wo sie nur noch ein einziges Zimmer hatten und sich Küche und Bad mit vier weiteren Parteien teilen mussten.

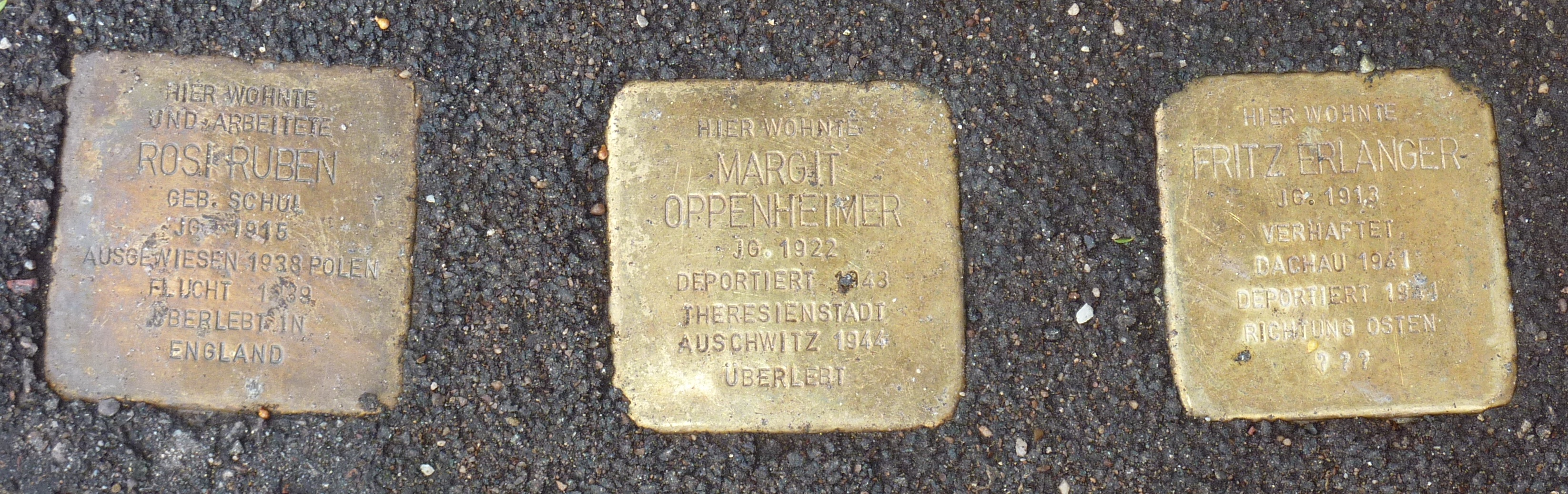
Stolpersteine beim ehemaligen israelitischen Waisenheim

Theodor Rothschild hatte 1938, als die Möglichkeit dazu wahrscheinlich noch bestanden hätte, die Auswanderung in die USA abgelehnt. Sein zu spät gestellter Antrag beim amerikanischen Generalkonsulat dürfte eine Nummer über 30.000 getragen haben und hätte ihn frühestens 1941 zur Auswanderung berechtigt. Nach der Kriegserklärung Deutschlands an die USA und der Schließung ihrer Konsulate in Deutschland, war eine direkte Einreise in die Vereinigten Staaten trotz des inzwischen vorhandenen Affidavits ohnehin nicht mehr möglich. Rothschild bemühte sich nun um eine Einreisemöglichkeit über Kuba, hatte damit jedoch keinen Erfolg. Bei der Wannseekonferenz am 20. Januar 1942 wurde die „Endlösung“ beschlossen. Theodor Rothschild und der Heilbronner Oberlehrer Karl Kahn wurden zu den jüdischen Transportleitern eines Deportationszuges nach Theresienstadt bestimmt, der am 22. Juni 1942 abfuhr. Keines der jüdischen Schulkinder, die sich in diesem Transport befanden, überlebte.
Ina Rothschild arbeitete in Theresienstadt als Krankenschwester. Sie lebte in einem Raum mit 27 anderen Frauen, darunter auch Rosi Weglein, die später ihre Lagererlebnisse in dem Buch Als Krankenschwester im KZ Theresienstadt beschrieb und sich darin auch über Ina Rothschild äußerte. Im November 1944 trafen 49 holländische Waisenkinder im Ghetto ein, die unter schwerem Typhus litten und ein Quarantänequartier beziehen mussten. Ina Rothschild musste zur Versorgung dieser Kinder mit in die Quarantänestation gehen, erhielt dafür aber verdoppelte Essensrationen. Die Kinder, die sie betreut hatte, konnten im Januar 1945 in die Schweiz ausreisen und wurden so alle gerettet. Bald nach der Abreise dieser holländischen Kinder wurde ein weiterer Befreiungstransport in die Schweiz zusammengestellt. 1200 Menschen sollten nach einer Abmachung zwischen Heinrich Himmler und Jean-Marie Musy nach internationalen Interventionen und Anforderungen durch Verwandte von Häftlingen im Ausland ausreisen. Ein wichtiges Auswahlkriterium war, dass die zu Rettenden nicht in zu schlechtem körperlichem Zustand sein durften, um der Propaganda gegen Deutschland keinen Vorschub zu leisten. Eigentlich hatten Himmler und Musy geplant, derartige Transporte derselben Größenordnung alle zwei Wochen stattfinden zu lassen. Nach Eintreffen des ersten Schnellzugs in der Schweiz kam es jedoch zu einem Zusammenstoß zwischen Hitler und Himmler, und sämtliche weiteren geplanten Transporte wurden untersagt. Der Zug, der am 5. Februar 1945 Theresienstadt verließ, blieb der einzige seiner Art.

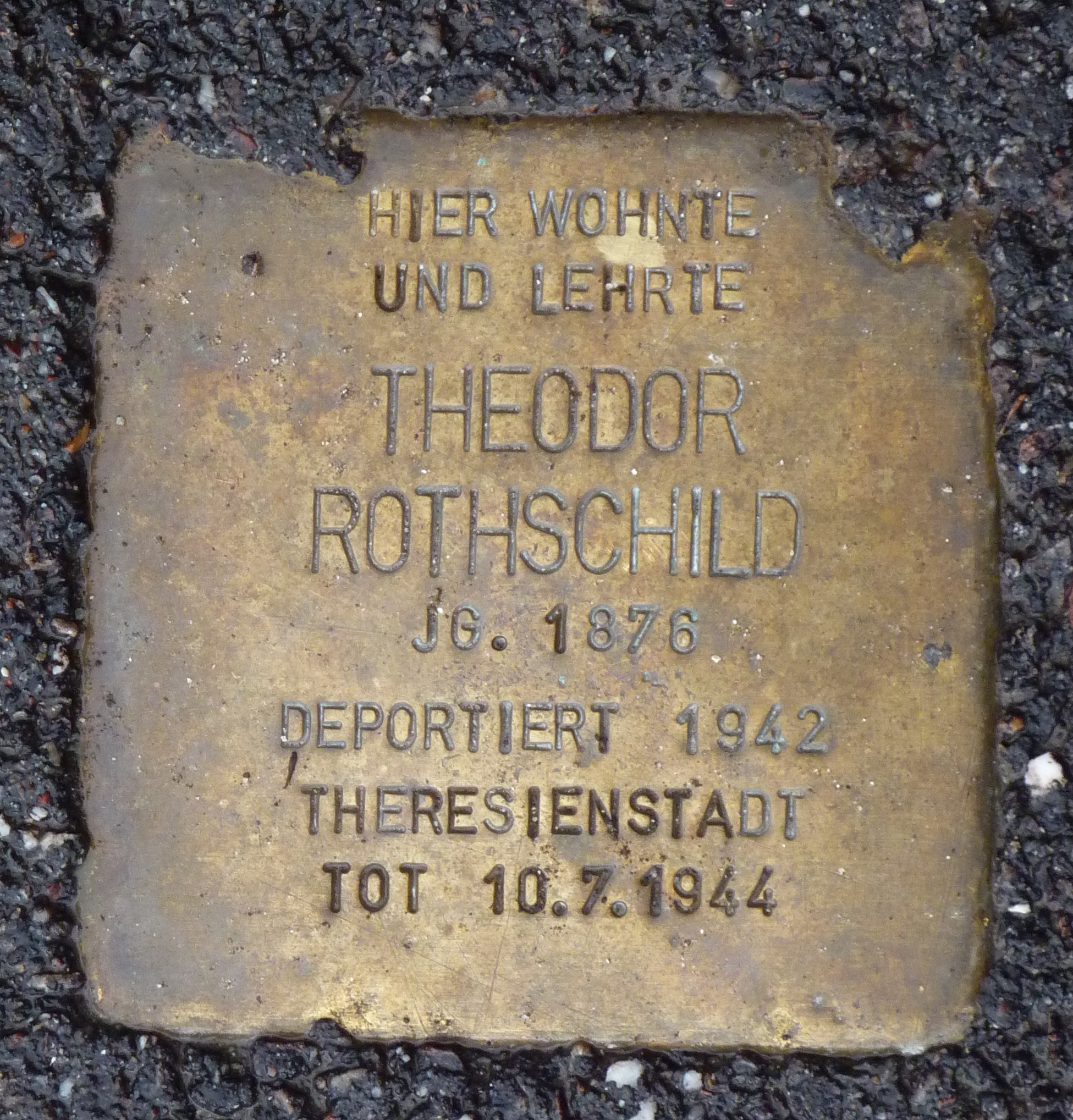
Stolperstein für Theodor Rothschild

Ina Rothschild, deren Mann zu diesem Zeitpunkt bereits tot war, konnte mit diesem Transport mitreisen und in die Schweiz gelangen. Dort arbeitete sie einige Zeit wiederum als Krankenschwester in einem Spital, ehe sie 1946 nach Philadelphia auswanderte, wo sie als Privatschwester Arbeit fand. Sie starb kinderlos und ohne noch einmal geheiratet zu haben.
1996 wurde der Ina-Rothschild-Weg in Esslingen am Neckar nach ihr benannt. Am Theodor-Rothschild-Haus in der Mülbergerstraße 146 in Esslingen befindet sich eine Gedenktafel.